# Premierminister (Australien)
Der Premierminister Australiens ist faktisch der mächtigste Politiker seines Landes. Er ist der Regierungschef auf Bundesebene und übt sein Amt im Auftrag des Generalgouverneurs, dem Vertreter des australischen Staatsoberhauptes König Charles III., aus. Von seltenen Ausnahmefällen abgesehen ist der Premierminister Australiens auch der Anführer der größten im australischen Repräsentantenhaus vertretenen Fraktion und wird von ihr für dieses Amt nominiert. Die Liste der Premierminister Australiens nennt alle bisherigen Premierminister.
The Lodge in Canberra ist die offizielle Residenz des Premierministers; Kirribilli House in Sydney dient als zweite Residenz.

## Machtstellung
Die politische Machtstellung des Premierministers leitet sich direkt aus seiner Position als Vorsitzender des Kabinetts ab. Kabinettsentscheidungen bedürfen de facto immer der Zustimmung durch den Premierminister, können also nicht gegen seinen Willen getroffen werden. Der Premierminister bestimmt die Richtlinien der Politik und entscheidet zudem über den Zuschnitt der einzelnen Ministerien. Auch bestimmt er die Minister.
Befugnisse des Generalgouverneurs, wie die Zustimmung zu den Gesetzen, die Auflösung des Parlaments, die Ausrufung von Neuwahlen oder auch die Durchführung von Ernennungen, werden im Regelfall ausschließlich auf Wunsch des Premierministers ausgeübt. Dies geschieht durch den Federal Executive Council, das Beratungs- und Ratifizierungsorgan der Exekutive in Australien, welches den Generalgouverneur bei seiner Tätigkeit berät, bzw. faktisch anleitet. Der Premierminister ist ex officio, also von Amts wegen, Mitglied dieses Rates.
Die Macht des Premierministers wird durch eine Reihe von Einschränkungen begrenzt. Sofern er als Vorsitzender seiner Partei abgelöst oder wenn ihm von Repräsentantenhaus das Vertrauen in einem Misstrauensvotum entzogen wird, muss er von seinem Amt zurücktreten bzw. vom Generalgouverneur entlassen werden.
Gesetzesvorlagen müssen im Rahmen des Gesetzgebungsverfahrens von beiden Kammern des Parlaments (Repräsentantenhaus und Senat) gebilligt werden. Oftmals weist der Senat eine andere politische Mehrheit auf als das Repräsentantenhaus, dessen Mehrheit den Premierminister bestellt.

## Ernennung und Demission
Der Premierminister wird gemäß Artikel 64 der australischen Verfassung vom Generalgouverneur ernannt. Dieser Verfassungsartikel benennt allerdings das Amt des Premierministers nicht explizit, sondern spricht lediglich von Ministern an sich. In der Praxis bedeutet dies, dass sich das Amt des Premierministers direkt aus der Funktion als Vorsitzender des Kabinetts ableitet. Der Premierminister muss daher zwingend Mitglied des Repräsentantenhauses sein.
Da die Väter der australischen Verfassung diese intentionsgemäß stark an das Westminster-System anlehnten, existiert das Amt des Premierministers seit deren Inkrafttreten. Diese Anlehnung ist auch der Grund, warum dieses Amt in der Verfassung nicht ausdrücklich erwähnt wird.
Nach der Vereidigung durch den Generalgouverneur erhält der Premierminister seine Ernennungsurkunde (Letters Patent). Diese hat er, sobald er entweder zurücktritt, abgewählt oder abgesetzt wird, dem Generalgouverneur zurückzugeben (hand in the commission).
Theoretisch kann der Generalgouverneur den Premierminister jederzeit entlassen. Die politischen Gepflogenheiten begrenzen diese Möglichkeit allerdings stark.
In seltenen Fällen kann der Generalgouverneur auch einen Premierminister ernennen, der nicht Anführer der größten Fraktion im Repräsentantenhaus ist. Zumeist ist dies nach dem Tod oder dem Rücktritt eines Premierministers der Fall. Ernannt wird dann diejenige Person, welche zum Zeitpunkt der Ernennung die größte Aussicht darauf hat, zukünftig von der Mehrheit der Mitglieder des Repräsentantenhauses unterstützt zu werden. In den meisten Fällen trifft dies auf den stellvertretenden Premierminister zu.
Zwei Premierminister seien hier erwähnt, auf welche die eben beschriebene Regel nicht zutraf.
1. Edmund Barton: Er wurde am 1. Januar 1901 ernannt, obwohl zu diesem Zeitpunkt nicht bekannt war, ob er der Mehrheitsführer im Repräsentantenhaus werden würde. Dessen Zusammensetzung war zu diesem Zeitpunkt noch nicht bestimmt, denn die ersten australischen Parlamentswahlen fanden erst am 29. März 1901 statt. Das Wahlergebnis bestätigte Edmund Barton allerdings in seinem Amt.
2. Malcolm Fraser: Im Zusammenhang mit der sich damals zuspitzenden Staatskrise wurde er am 11. November 1975 vom Generalgouverneur Sir John Kerr zum Premierminister ernannt. Auf diese Weise wurde sein Vorgänger Gough Whitlam seines Amtes enthoben, obschon dieser weiterhin das Vertrauen der Mehrheit des Repräsentantenhauses besaß. Erst die vorgezogenen Parlamentswahlen vom 13. Dezember 1975, die zugunsten Malcolm Frasers ausgingen, legitimierten ihn letztlich im Amt. Das Vorgehen des Generalgouverneurs war umstritten und ist als australische Verfassungskrise von 1975 in die Geschichte eingegangen.